# Clifton függőhíd
A Clifton függőhíd (angolul: Clifton Suspension Bridge) az Avon folyó szurdokát íveli át Bristol közelében. Az építményt Isambard Kingdom Brunel tervezte a 19. század első harmadában. A hídtestet láncok tartják.

## Előkészületek
1754-ben egy jómódú bristoli borkereskedő, William Vick ezer fontot hagyott az Avon-szurdokon átívelő híd megépítésére. Végakaratában az a megkötés szerepelt, hogy az építkezést akkor kell megkezdeni, amikor az eredeti ezer font tízezerre duzzad. Meghagyta azt is, hogy a leendő kőhidat, amely majd Cliftont és Leigh Woodsot köti össze, ingyen használhassák az utazók.

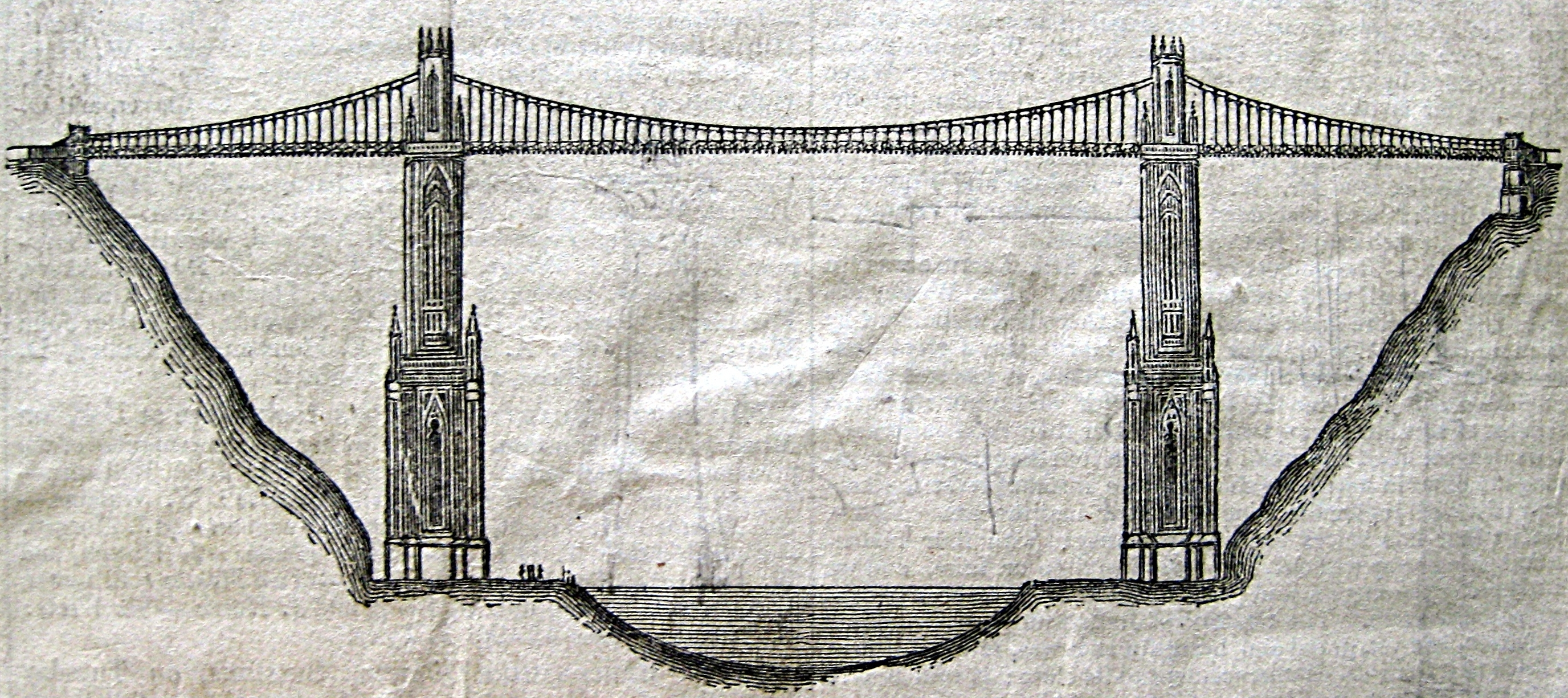
Thomas Telford terve

A hagyaték 1829-ben elérte a nyolcezer fontot, és a bristoliak felállítottak egy bizottságot, hogy vizsgálja meg a híd megépítésének lehetőségét. Hamar kiderült, hogy egy kőhíd 90 ezer fontba kerülne, míg egy vasból készült függőhíd kevesebb pénzből is kijönne. Egy parlamenti döntés engedélyt adott Vick hagyatékának felhasználására, és 1829. október 1-jén kiírták a pályázatot a függőhídra. A pályadíj 100 guinea volt.
Erre a versengésre Isambard Kingdom Brunel is beadta pályaművét, aki lábadozni jött Bristolba, miután megsérült a Temze-alagút építése során. A bírálóbizottságot vezető Thomas Telford mérnök valamennyi tervet visszautasította, és a sajátját akarta megvalósítani. Mivel lehetetlennek tartotta a szurdok átívelését, egy gótikus tornyok által tartott háromíves szerkezet tervét adta be. A tervet a közvélemény elutasította, így 1830-ban újabb pályázatot írtak ki, amelyet Brunel nyert meg. A döntést hivatalosan 1831. március 16-án jelentették be. A 24 éves építészt bízták meg az építkezés vezetésével, ez lett az első igazán komoly és önálló feladata.

## Az építkezés
Az építkezés 1831-ben kezdődött meg, de a munka különböző anyagi problémák és a Bristolt megrázó zavargások, politikai viták miatt éveket csúszott. 1836-ban ismét elkezdődött a munka, de 1843-ig, amikor leállít az építkezés, csak a tornyok készültek el. Brunel 1859-ben meghalt.
Kollégái, hogy a híddal megkoronázhassák a viktoriánus Anglia legkiválóbb mérnökének életművét, megkezdték a még szükséges források összegyűjtését. Az eredeti terveket William Henry Barlow és Sir John Hawkshaw némiképp módosították: a hídpálya szélesebb, magasabb és tartósabb lett, az oldalankénti kettős láncsort hármassal váltották fel. A munkálatok 1862-ben kezdődtek meg ismét. A hidat 1864-ben nyitották meg, építési költsége megközelítette a 100 ezer fontot.

## Méretek, adatok

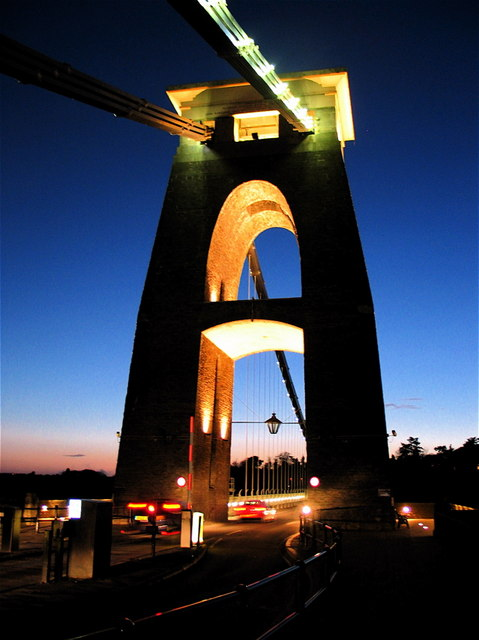
A kivilágított híd

Az Avon folyó felett 76 méter magasan átívelő híd 214 méter fesztávolságú és nagyjából 1500 tonna súlyú. Teljes hosszúsága 412 méter. Két végén 26 méter magas tornyok állnak, ezekből indulnak a szerkezetet tartó kovácsoltvas láncok. A láncok 4200 szemből állnak. A láncokat Brunel hungerfordi hídjáról hozták át, amelyet lebontottak egy új híd miatt.
A láncokról 81 kovácsoltvas rúd nyúlik le függőlegesen, ezek tartják a híd testét. A leghosszabb rúd húszméteres, a legrövidebb, amely középen van, 91 centiméteres. A láncokat 18 méter mélyen horgonyozták a sziklában. A hídon vezető utat eredetileg deszkákkal borították, majd 1897-ben aszfalt került a helyükre.
Annak ellenére, hogy a híd gyalogos és ló vontatta forgalom számára épült, képes elviselni a naponta rajta áthaladó 11-12 ezer gépjárművet is.
Egy 2002-es vizsgálat arra az eredményre jutott, hogy a Bristol szimbólumának számító híd szerkezetében méhsejtszerű üregek és alagutak találhatók, amelyek a feltételezések szerint a híd szilárdságának csökkentése nélkül tették lehetővé a kevesebb anyag felhasználását. 2006-ban, Brunel születésének 200. évfordulóján a Clifton függőhíd új kivilágítást kapott. A láncok mentén több mint háromezer egywattos LED világít hármas csoportokban.
A hidat a gyalogosok és a kerékpárosok ingyen használhatják, de a géperejű járművekkel érkezőknek 50 pennyt kell fizetniük az átkelésért. A hidat üzemeltető Clifton Suspension Bridge Trust nonprofit társaságot 1952-ben alapította meg a brit parlament. Egyetlen bevételi forrása a híddíj.

## Érdekességek
- 1885-ben a 22 éves bristoli Sarah Ann Henley, miután összeveszett a barátjával, levetette magát a hídról. Szerencséjére abroncsos szoknyát viselt, amely az esés közben úgy viselkedett, mint egy ejtőernyő, és jelentősen lelassította a zuhanását. Sarah Ann Henley megsérült ugyan, de életben maradt, és csak 1948-ban, 84 éves korában halt meg[6]
- A híd "népszerű" volt az öngyilkosok között: 1974 és 1993 között 127-en vetették le magukat róla. 1998-ban rácsokat építettek a szerkezetre, ezzel sikerült évi négyre csökkenteni a korábbi nyolcról a halálesetek számát. A Clifton függőhídról vetette le magát az énekes Georgie Fame felesége, Nicolette Powell 1993. augusztus 13-án[3]
- Az 1979. április 1-jén a hídról végrehajtott első modern bungee jumping az oxfordi egyetem veszélyes sportokat űző tagjainak nevéhez fűződik.[3] A híd üzemeltetői ma már nem adnak engedélyt ilyen ugrásra
- Az utoljára felszálló Concorde 2003. november 26-án szimbolikus gesztusként átrepült a híd felett, mielőtt leszállt a Filton repülőtéren[3]
- Eredetileg a korban divatos egyiptomi stílus miatt szfinxek díszítették volna a tornyokat, de a hidat áttervező mérnökök elhagyták őket[3]
- 1911 óta tilos átrepülni a híd alatt. A tiltás ellenére 1957-ben a Brit Királyi Légierő egyik De Havilland Vampire típusú gépe megtette ezt 725 kilométer per órás sebességgel, de a Leigh Woods oldali szikláknak csapódott. A pilóta meghalt. Nem bizonyított mendemondák szerint a második világháborúban több Supermarine Spitfire is átrepült a híd alatt[3]

## Galéria

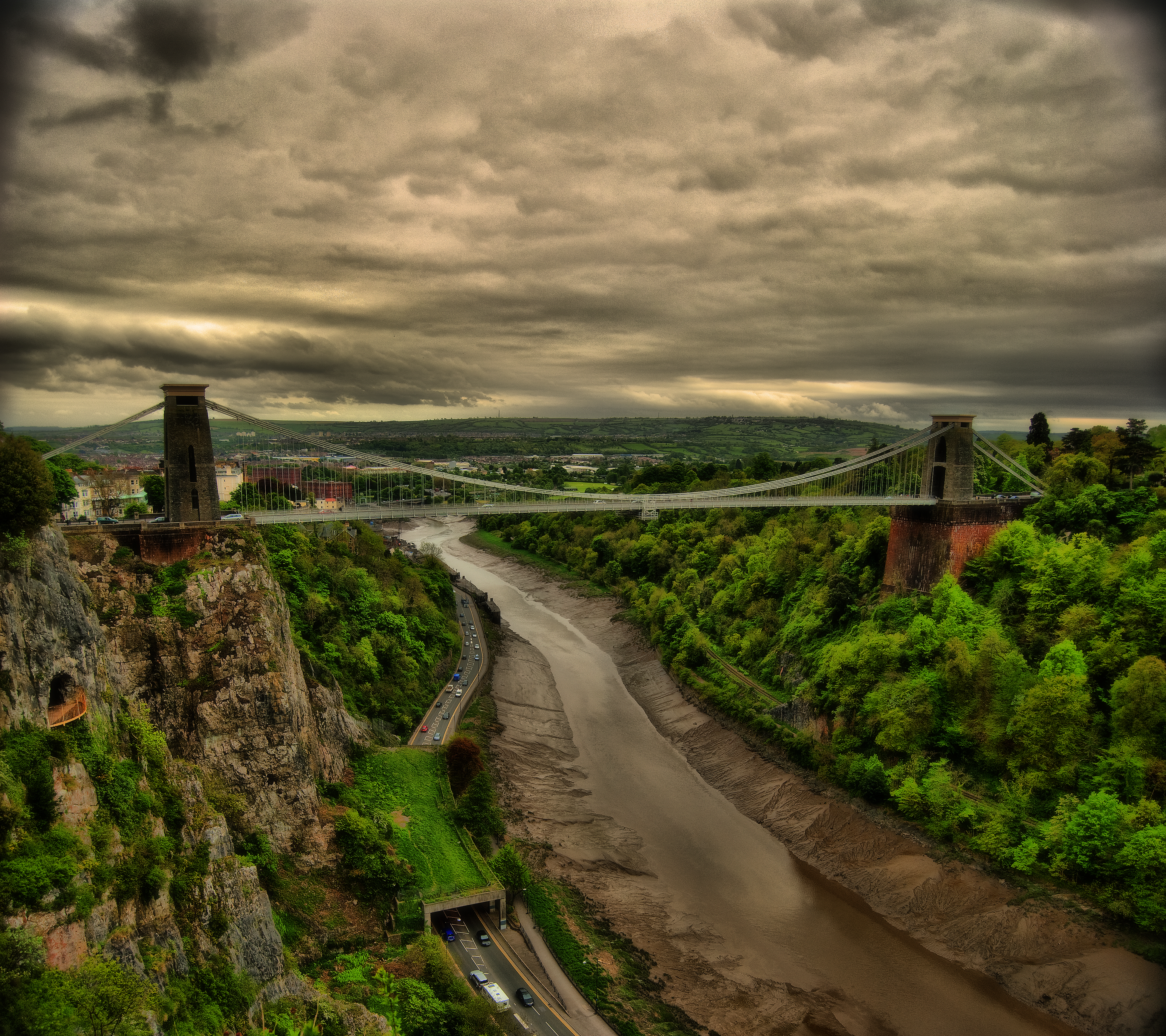
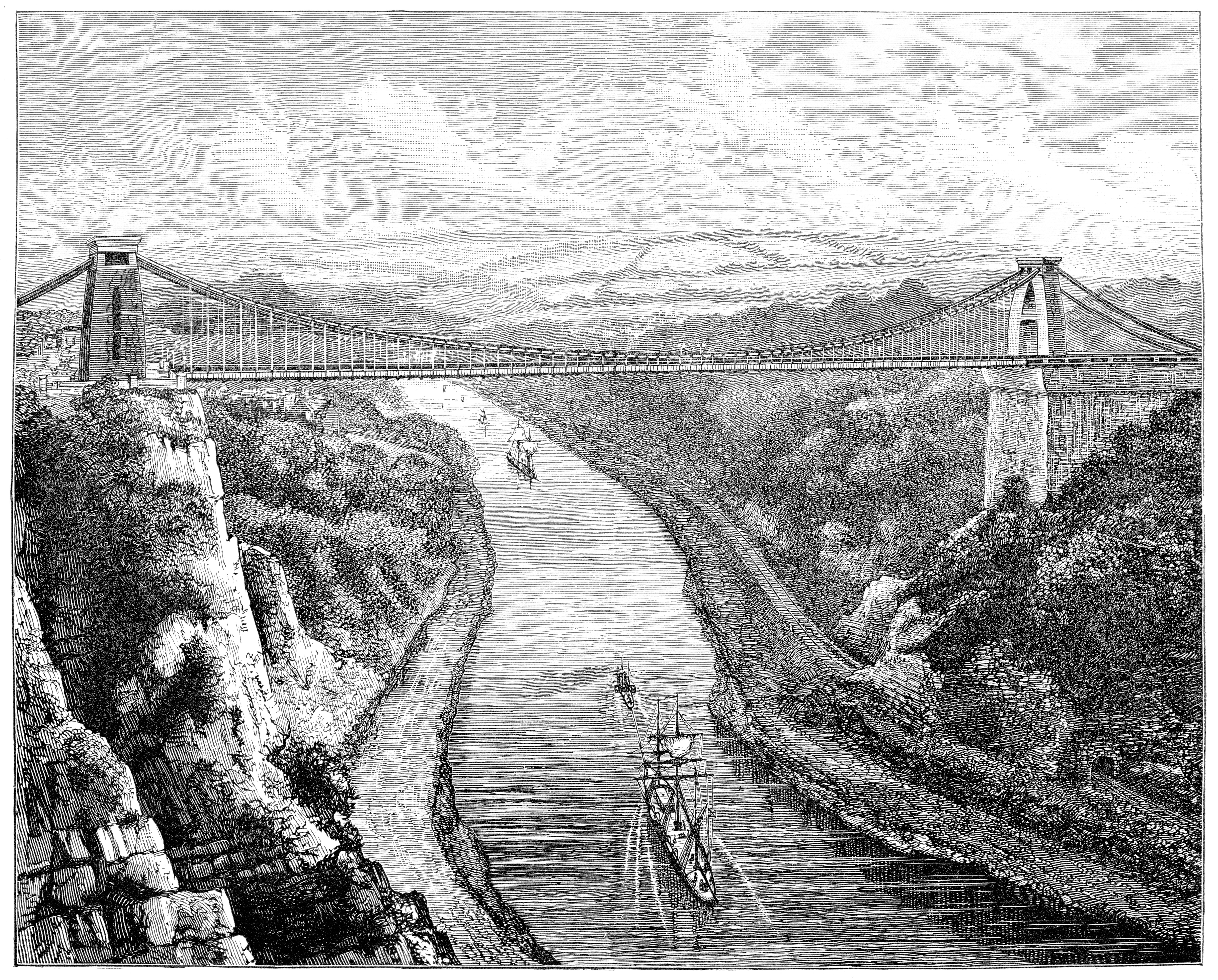
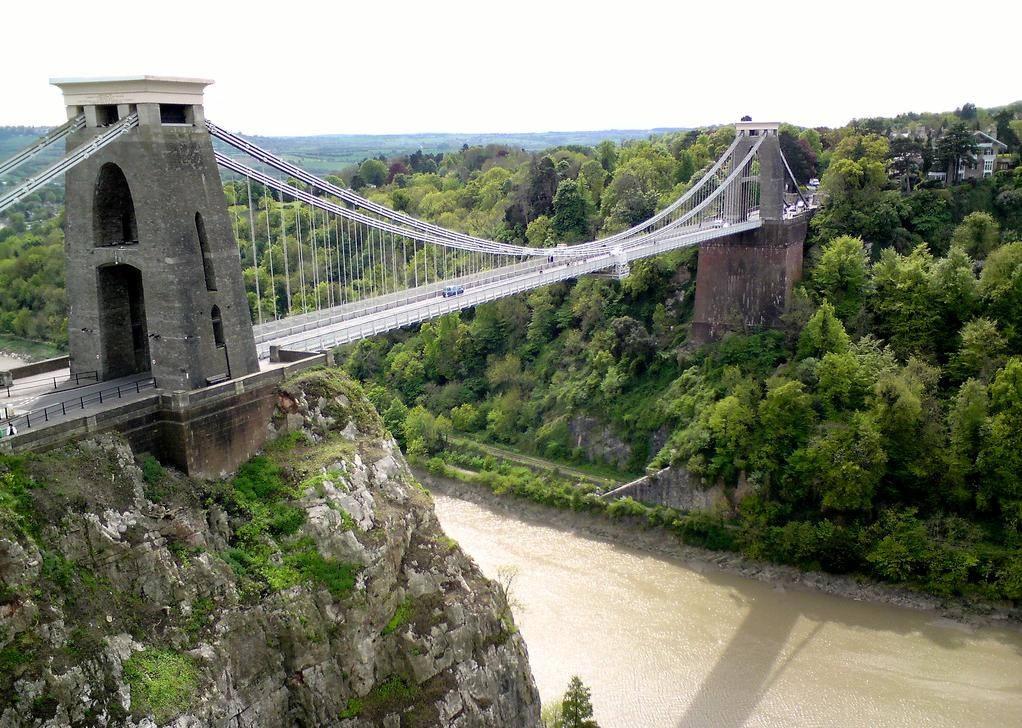
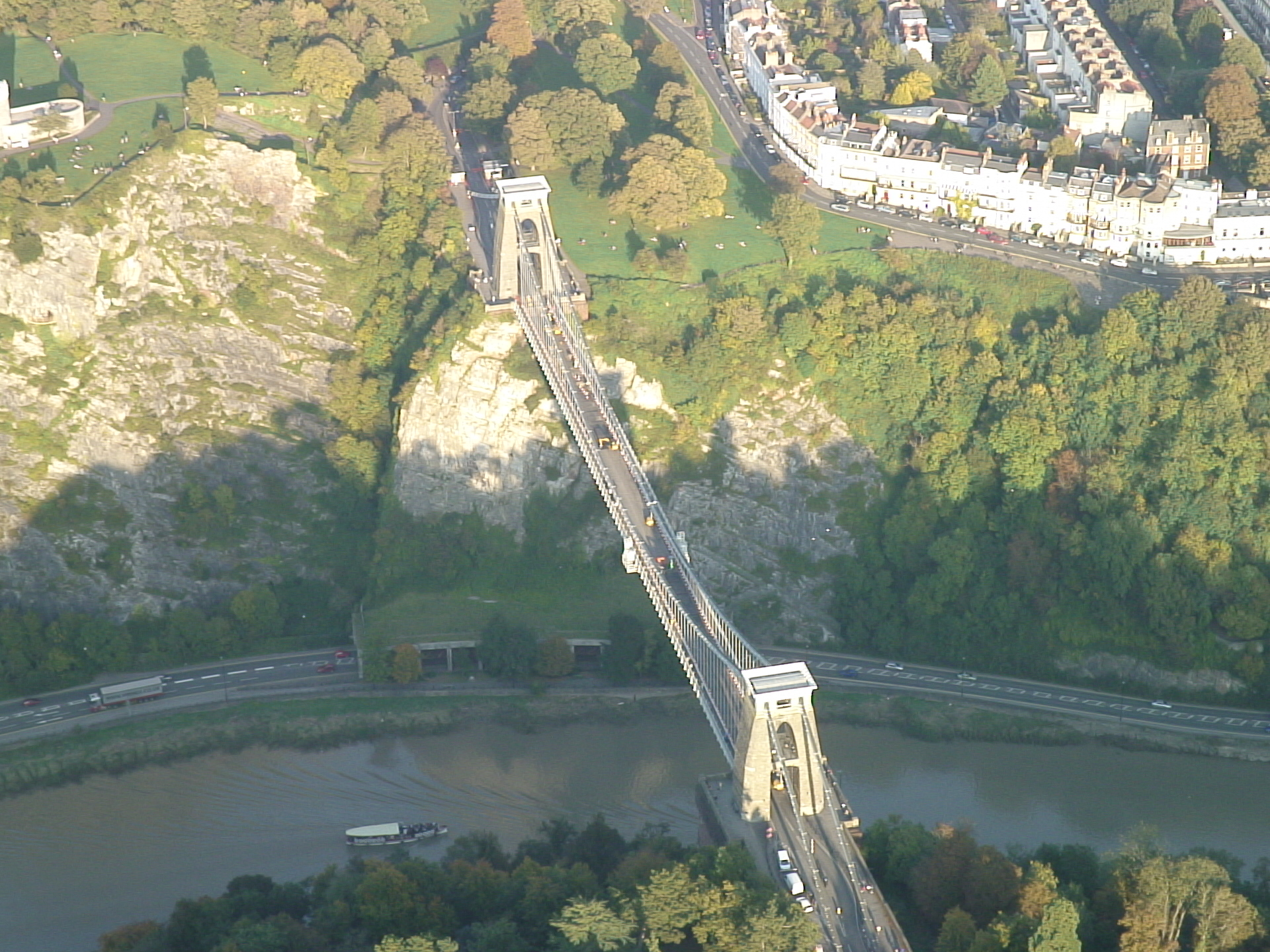
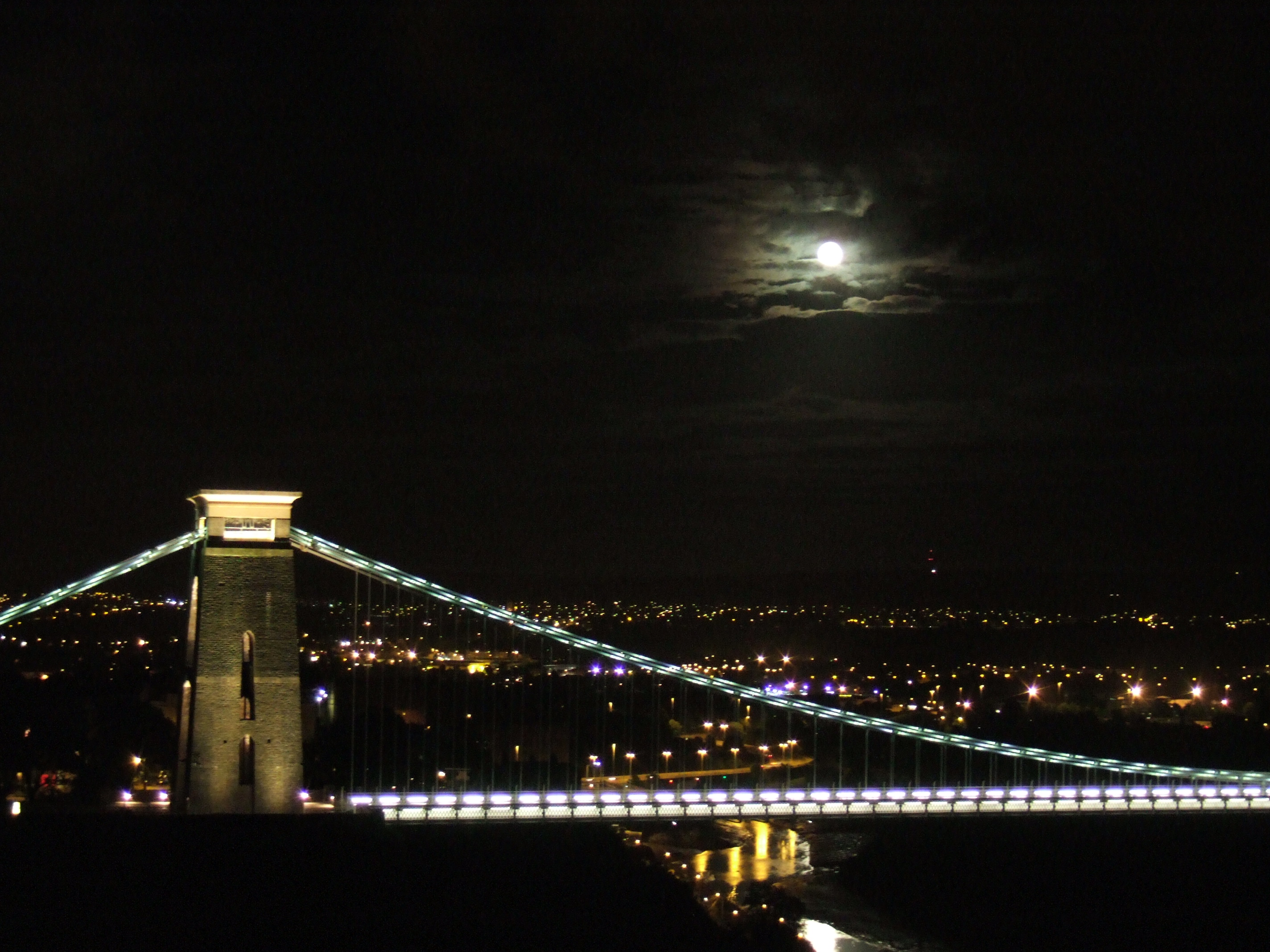
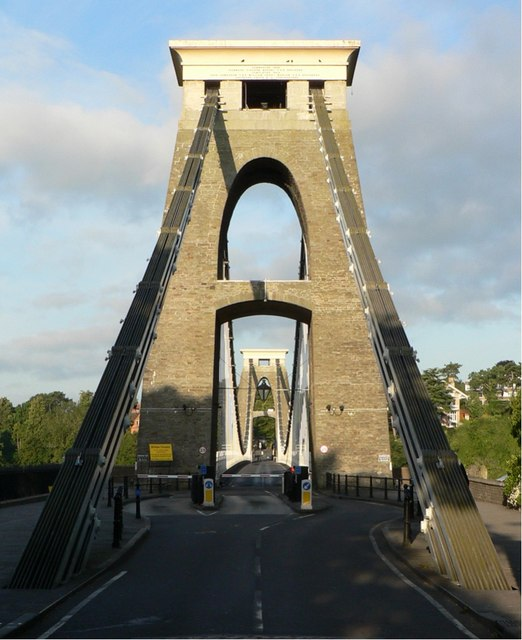
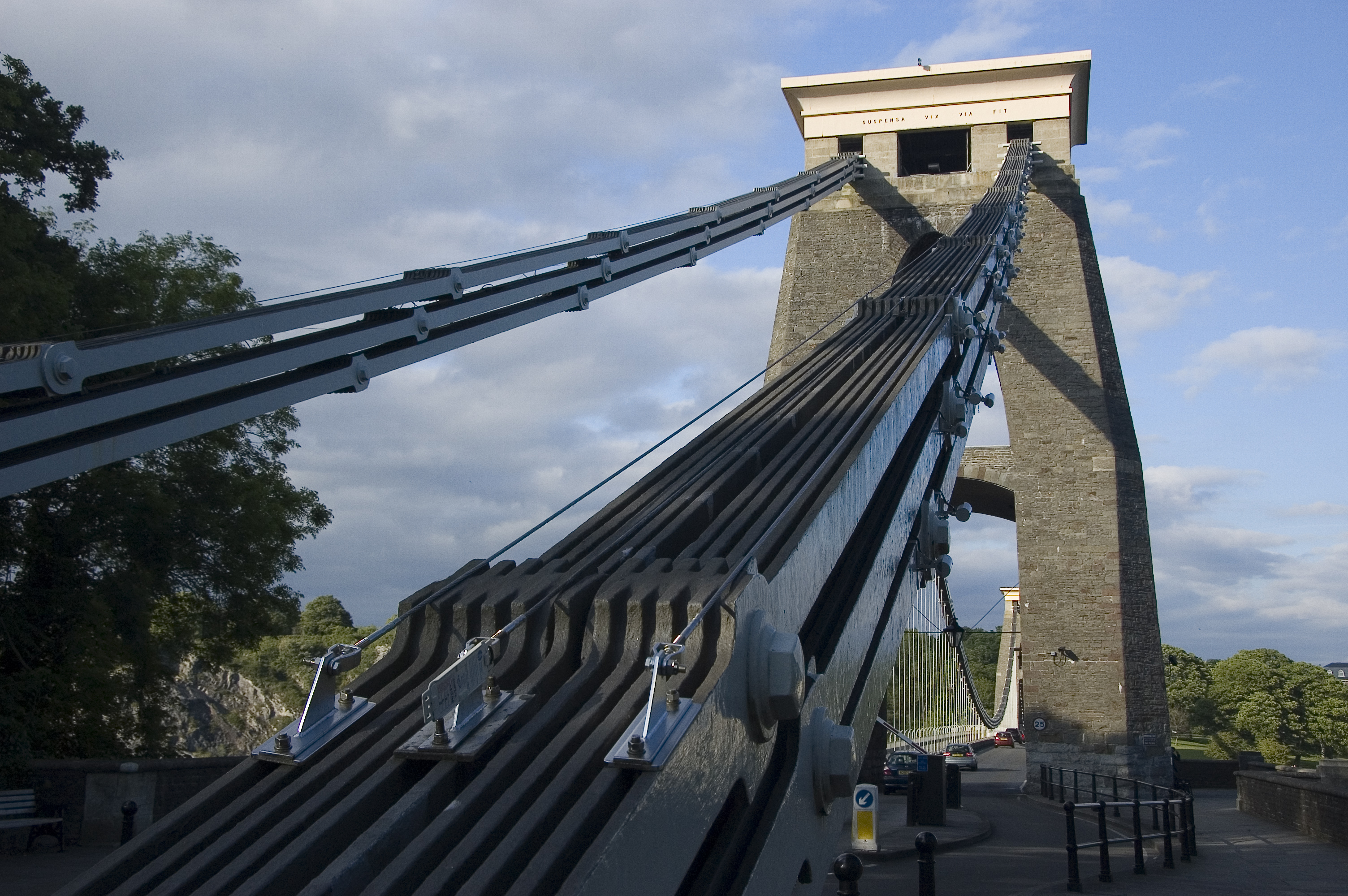